# SN 2001dw
SN 2001dw – supernowa typu Ia odkryta 25 sierpnia 2001 roku w galaktyce NGC 1168. W momencie odkrycia miała maksymalną jasność 16,60m.